# نهر يفاري
نهر يَفاري أحد روافد نهر الأمازون يطول 1,184 كـم (736 ميل) ويكون الحدود بين البرازيل وبيرو لأكثر من 500 ميل (800 كـم).